# Izrail Leplewski
Izrail Moisiejewicz Leplewski (ros. Израиль Моисеевич Леплевский, ur. 1896 w Brześciu, zm. 28 lipca 1938 w Moskwie) – funkcjonariusz Czeka/OGPU/NKWD, komisarz bezpieczeństwa państwowego II rangi, ludowy komisarz spraw wewnętrznych (szef NKWD republiki) Białoruskiej SRR (1934–1936) i Ukraińskiej SRR (1937–1938).

## Życiorys
Żyd, samouk, w latach 1910–1914 członek Bundu, pracował w magazynie towarów aptekarskich, od października 1914 do czerwca 1917 służył w rosyjskiej armii, walczył na Froncie Tureckim.
W lutym 1917 w Tyflisie wstąpił do Socjaldemokratycznej Partii Robotniczej Rosji (bolszewików). Od lipca 1917 do stycznia 1918 członek Komitetu Wojskowej Organizacji SDPRR(b) w Jekaterynosławiu, od lutego 1918 był funkcjonariuszem Czeki w Saratowie. Od czerwca do października 1918 członek podziemnego Samarskiego Komitetu SDPRR(b), później funkcjonariusz samarskiej Czeki, 1919 członek Biura KP(b)U w Jekaterynosławiu, od sierpnia do grudnia 1919 w działalności podziemnej w Jekaterynosławiu, później pracował w Czece w Jekaterynosławiu, od sierpnia 1920 do lutego 1922 członek Kolegium Jekaterynosławskiej Czeki. Od czerwca do listopada 1921 zastępca przewodniczącego gubernialnej jekaterynosławskiej Czeki, od 24 maja 1922 do 16 lutego 1923 szef gubernialnego oddziału GPU w Jekaterynosławiu, od 16 lutego 1923 do czerwca 1925 szef podolskiego gubernialnego oddziału GPU, 1923-1924 sekretarz odpowiedzialny podolskiego gubernialnego komitetu KP(b)U, od 27 października 1925 do 1 lipca 1929 szef okręgowego oddziału GPU w Odessie, równocześnie od 10 maja 1927 do 1 lipca 1929 szef i komisarz 26 Oddziału Pogranicznego OGPU. 
Od 1925 do 15 sierpnia 1938 członek Kolegium GPU przy Radzie Komisarzy Ludowych Ukraińskiej SRR, od 1 lipca do 9 grudnia 1929 zastępca szefa, a od 9 grudnia 1929 do 15 sierpnia 1931 szef Tajnego Wydziału Operacyjnego GPU przy Radzie Komisarzy Ludowych Ukraińskiej SRR, równocześnie od 1930 do 15 sierpnia 1931 szef Wydziału Specjalnego OGPU Ukraińskiego Okręgu Wojskowego. Od 15 sierpnia do 17 listopada 1931 zastępca szefa, a od 17 listopada 1931 do 22 lutego 1933 szef Wydziału Specjalnego OGPU przy Radzie Komisarzy Ludowych Ukraińskiej SRR, od 20 lutego 1933 do 5 stycznia 1934 zastępca przewodniczącego GPU przy Radzie Komisarzy Ludowych Ukraińskiej SRR, od 5 stycznia do 10 lipca 1934 pełnomocny przedstawiciel OGPU przy Radzie Komisarzy Ludowych ZSRR w Kraju Saratowskim (późniejszym obwodzie saratowskim). Od 15 lipca do 10 grudnia 1934 szef Zarządu NKWD Kraju Saratowskiego, od 10 grudnia 1934 do 28 listopada 1936 ludowy komisarz spraw wewnętrznych Białoruskiej SRR, od 26 listopada 1935 komisarz bezpieczeństwa państwowego II rangi. Od 28 listopada 1936 do 14 czerwca 1937 szef Wydziału Specjalnego/Wydziału V GUGB, od 14 czerwca 1937 do 25 stycznia 1938 ludowy komisarz spraw wewnętrznych Ukraińskiej SRR, od 25 stycznia do 28 marca 1938 szef Wydziału VI GUGB, od 28 marca do 26 kwietnia 1938 szef Wydziału I Zarządu III GUGB, równocześnie od 28 marca do 8 kwietnia 1938 zastępca szefa, a od 8 do 26 kwietnia 1938 szef Zarządu III NKWD ZSRR. Jako szef NKWD na Ukrainie kierował masowym terrorem w tej republice, w tym ludobójczą operacją wymierzoną w Polaków zamieszkujących Ukraińską SRR. Deputowany do Rady Najwyższej ZSRR 1 kadencji. 
26 kwietnia 1938 aresztowany, 28 lipca 1938 skazany na śmierć przez Kolegium Wojskowe Sądu Najwyższego ZSRR i rozstrzelany.

## Odznaczenia
- Order Lenina (22 lipca 1937)
- Order Czerwonego Sztandaru (dwukrotnie - 1924 i 17 września 1932)
- Order Czerwonej Gwiazdy (14 lutego 1936)
- Medal jubileuszowy „XX lat Robotniczo-Chłopskiej Armii Czerwonej” (22 lutego 1938)
- Odznaka "Honorowy Funkcjonariusz Czeki/GPU (V)" (1922)
- Odznaka "Honorowy Funkcjonariusz Czeki/GPU (XV)" (20 grudnia 1932)